# Seleção Libanesa de Rugby League
A Seleção Libanesa de Rugby League representa o Líbano nas competições internacionais de Rugby League. É o esporte em que o país mais se destaca sendo classificada como 14# do Ranking da RLIF, entidade máxima do Rugby League. A maioria dos jogadores é treinada em New South Wales e formada por jogadores australianos com descendência Libanesa, mas existem várias escolas em Beirute e também foi criado o Campeonato Libanês de Rugby League.

## Copa do Mundo de 2000
O Líbano esteve presente pela primeira vez numa Copa do Mundo de Rugby League em 2000, conseguindo sua classificação com vitórias sobre a Itália (36–16) e Marrocos (104-0) na fase de grupos e os Estados Unidos (62–8) no play-off, porém foram eliminados na primeira fase da competição com uma vitória com o País de Gales (24-22), um empate com as Ilhas Cook (22-22) e uma derrota com a Nova Zelândia (84-10).

## Copa do Mundo de 2008
O Líbano tentou se classificar para a Copa do Mundo de 2008, falhando o apuramento direto na fase de grupos com duas vitórias com a Rússia (22-8 e 48-0) e dois empates com a Irlanda (18-18 e 16-16). Repescado juntamente com três outras equipes para discutir a última vaga na Copa, o Líbano venceu o País de Gales (50-26) no primeiro jogo mas foi derrotado na final pela Samoa (16-38), falhando o apuramento.

## Copa do Mundo de 2013
O Líbano tentou novamente se classificar para a Copa do Mundo de 2013, falhando o apuramento pela segunda vez consecutiva sem ter perdido nenhum jogo da fase de grupos, com vitórias sobre a Sérvia (96-4) e a Rússia (32-0) e um empate com a Itália (19-19).

## Copa do Mediterrâneo
O Líbano, mesmo tendo pouca expressão em Copas do Mundo, venceu todas as edições (4) da Copa do Mediterrâneo de Rugby League, tendo sediado a competição por três vezes:
| Ano  | Sede   | Vencedor | Placar | Vice-Campeão | Local da Final                         |
| ---- | ------ | -------- | ------ | ------------ | -------------------------------------- |
| 1999 | França | Líbano   | 104–0  | Marrocos     | Stade Albert-Domec, Carcassonne        |
| 2002 | Líbano | Líbano   | 36–6   | França       | International Olympic Stadium, Trípoli |
| 2003 | Líbano | Líbano   | 26–18  | França       | International Olympic Stadium, Trípoli |
| 2004 | Líbano | Líbano   | 42–14  | França       | International Olympic Stadium, Trípoli |